# オイラーにちなんで名づけられた物事の一覧

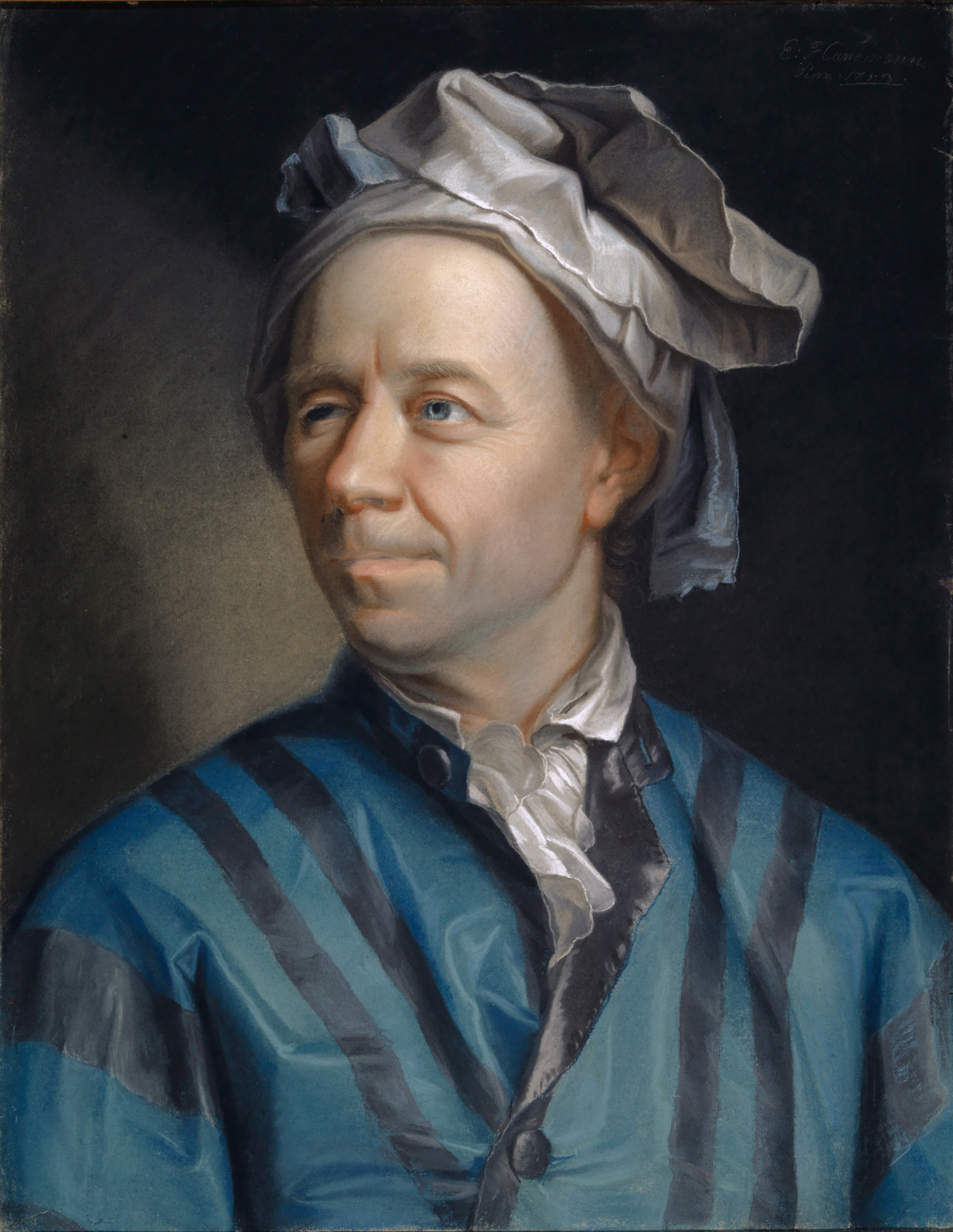
レオンハルト・オイラー (1707–1783)

数学や物理学では、多くの重要な発見や革新を行ったスイスの数学者レオンハルト・オイラー（1707年 - 1783年）に敬意を表して、多くの物事にオイラーの名が付けられている。オイラーにちなんで名付けられた物事には、関数、方程式、公式、等式、数（単一または数列）やその他の数学的な事物が含まれている。これらの多くには、「オイラーの関数」、「オイラーの方程式」、「オイラーの式」といった単純で曖昧な名前が付けられている。
オイラーの研究は非常に多くの分野に渡っているため、彼が書き残したものが与えられた問題に関する最古の文献となっていることが多い。それら全てにオイラーの名をつけることによる曖昧さを避けるために、いくつかの発見や定理は、オイラーの後にそれを最初に証明した人物にちなんで命名されている。

## オイラーの予想
- オイラー予想

## オイラーの方程式
通常、「オイラーの方程式」とは、微分方程式のうちのどれかを指す。また、微分方程式ではない「オイラーの方程式」を指す場合もある。
- オイラー゠ロトカの方程式 - 数学的人口統計学で使用される固有多項式
- オイラーのポンプとタービンの方程式（英語版）
- オイラー変換（英語版） -  交互級数の収束を加速するために使用され、超幾何級数にも頻繁に適用される。

### オイラーの常微分方程式
- オイラーの運動方程式
- コーシー゠オイラー方程式（英語版）
- オイラー゠ベルヌーイ方程式 - 弾性曲線方程式で説明
- オイラー゠ラグランジュ方程式

### オイラーの偏微分方程式
- オイラー方程式 (流体力学)
- オイラー゠トリコミ方程式（英語版）
- オイラー゠ポアソン＝ダルブー方程式（英語版）

## オイラーの公式
- オイラーの公式 e ix = cos x + i sin x
- オイラーの多面体公式 v − e + f = 2
- 座屈におけるオイラーの式 {\displaystyle P_{\text{cr}}={\frac {\pi ^{2}EI}{(KL)^{2}}}}
- オイラーの連分数公式（英語版）
- オイラー積公式
- オイラーの和公式（オイラー・マクローリンの公式）
- オイラー゠ロドリゲスの公式（英語版）

## オイラーの関数
- オイラーの斉次函数定理
- オイラーのφ関数（オイラーのトーシェント関数）

## オイラーの等式
- オイラーの等式 e iπ + 1 = 0
- オイラーの四平方恒等式
- 「オイラーの等式」はオイラーの五角数定理に関して使われることもある。

## オイラーの数
- ネイピア数（自然対数の底） e ≈ 2.71828 の別名
- オイラー数 - 双曲線正割関数のテイラー展開における展開係数
- オイラリアン数（英語版）
- オイラー数 (物理学) - 流体力学におけるキャビテーション数
- オイラーの定数 γ ≈ 0.5772
- アイゼンシュタイン整数の別名

## オイラーの定理
- オイラーの斉次函数定理
- 剛体回転におけるオイラーの定理
- オイラーの定理
- オイラーの定理 (微分幾何学)
- オイラーの定理 (平面幾何学)
- オイラーの四辺形定理
- オイラーの五角数定理
- ゴールドバッハ・オイラーの定理
- ユークリッド゠オイラーの定理（英語版）

## オイラーの法則
- オイラーの運動の法則（英語版）

## その他のオイラーにちなんで名付けられた物事
- オイラー (小惑星)
- オイラーフォント  - フォント
- Euler Math Toolbox
- オイラー力・オイラー加速度
- オイラー書籍賞（英語版）
- オイラー (プログラミング言語)（英語版）
- プロジェクト・オイラー
- レオンハルト・オイラー望遠鏡